# Louis Crombez
Pour les articles homonymes, voir Crombez.
L'écuyer  Louis Alexandre Ghislain Robert Georges Crombez, né à Tournai, le 9 décembre 1818 et décédé le 7 mars 1895 à Vendœuvres-en-Brenne, fut un homme politique belge francophone libéral.

## Biographie
Louis Crombez est le fils de Benoît Crombez, écuyer, et d'Henriette Lefebvre (sœur de Marc Lefebvre-Meuret). Son père avait été marié en premières noces avec Constance de Rasse de La Faillerie, fille du baron Denis de Rasse de La Faillerie. Il est le frère de François Crombez et d'Henriette de Clercq.
Marié à Aimée Feyerick, il est le beau-père de Louis De Clercq (par ailleurs son neveu) et de Gustave de Lestrange.
Il fut ingénieur agricole et propriétaire terrien.
Il fut conseiller communal et bourgmestre de Tournai et membre du parlement,,.